# Marcela de Ulloa
Marcela de Ulloa (? - Madrid, 13 de gener de 1669) fou la muller de Diego de Peralta de Portocarrero, marquès d'Almenara i mare de Luis Fernandez de Portocarrero nomenat cardenal el 1669 i conseller d'estat durant el regnat de Carles II. A l'enviduar va entrar al servei de la comtessa d'Olivares passant més tard al palau real on a partir del 22 de novembre de 1643 va ocupar el càrrec d'encarregada del servei de dames, cambrera major i responsable de la infanta Margarida d'Espanya filla de Felip IV de Castella i la seva segona esposa Marianna d'Àustria. A la pintura Las Meninas, Velázquez la va retratar conversant amb el mentor Diego Ruiz Azcona.